# Ole Zmruż-oczko

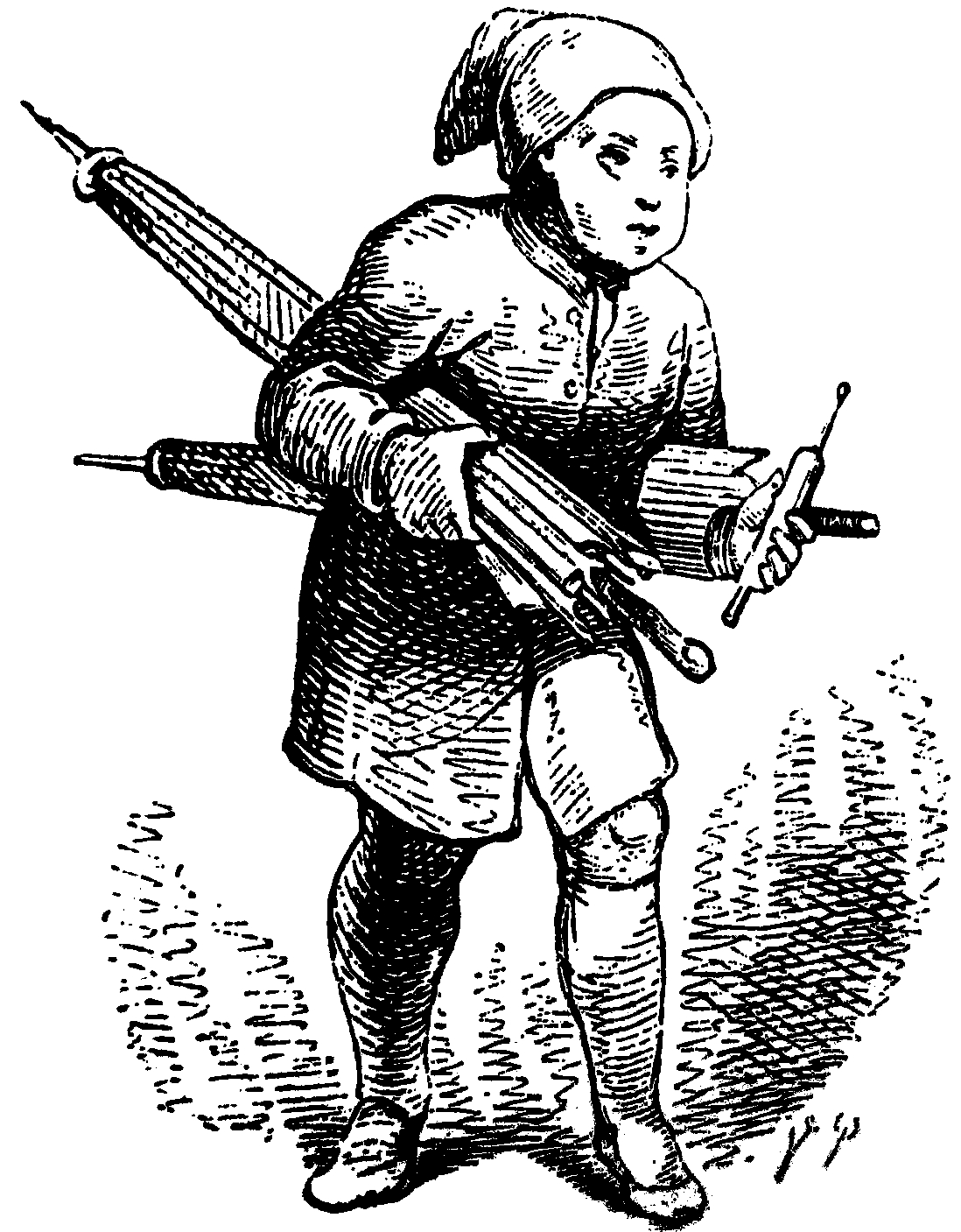
Ole Lukøje na rysunku Vilhelma Pedersena

Ole Zmruż-oczko (dun. Ole-Lukøie) jest bohaterem baśni Hansa Christiana Andersena. Ole Lukøie usypia łagodnie dzieci, pryskając im do oczu mlekiem i przynosi im miłe sny, jeśli się właściwie zachowywały. Imię Ole Lukøie składa się z dwóch części; Ole to popularne duńskie imię męskie, Lukøie oznacza "Zamykacz Oczu". Ole jest postacią folkloru odpowiadającą Piaskunowi.
Charakterystyczne są oba parasole, które Ole Lukøie nosi pod każdą pachą. Parasol z obrazkami po stronie wewnętrznej przeznaczony jest dla grzecznych dzieci, te całą noc mają przyjemne sny. Nad niegrzecznymi dziećmi Ole Lukøie otwiera zaś parasol bez obrazków. Te dzieci przesypiają noc bez jakichkolwiek snów.
W baśni Andersena Ole Lukøie odwiedza przez tydzień chłopca o imieniu Hjalmar i co wieczór opowiada mu historie. W ostatniej, niedzielnej historii mowa jest o bracie, który również nazywa się Ole Lukøie, ale bywa również nazywany Śmierć. Ten zamyka oczy tych, których odwiedza i zabiera ich ze sobą.
Postać Ole Lukøie zawiera motywy zaczerpnięte z historii o Morfeuszu, greckim bogu snu.